# Biblioteca de Cartago
La Biblioteca de Cartago va existir a la ciutat de Cartago durant l'època de l'Imperi cartaginès. L'uníca data que se sap del cert és la de la seva destrucció, juntament amb tota la ciutat, l'any 146 aC, per les tropes de la República romana, comandades per Escipió Emilià, al final de la Tercera Guerra Púnica.
No n'ha quedat cap resta, al marge de les referències escrites. No se sap tampoc quin tipus d'edifici ocupava, ni quantes n'hi podia haver. Ara bé, per a diferents autors la riquesa de la literatura fenício-púnica havia de comportar la presència d'instal·lacions, de caràcter religiós o no, on s'emmagetzamaven i es consultaven els seus llibres, els quals en aquesta època eran rotlles de papir. Aquests edificis podrien haver estat creats com a mínim el segle iv aC, cosa que podria fer la Biblioteca de Cartago més antiga que la mateixa Biblioteca d'Alexandria.

## Testimonis escrits
Pel que fa als testimonis escrits, un dels més citats fa referència justament al moment de la destrucció quan Escipió, veient que tot eren llibres escrits en llengües diferents al llatí i al grec, autoritzà destruir-ho tot, llevat de l'obra de Magó, perquè tractava sobre agricultura. Sobre ella es basarien posteriorment els manuals escrits en llatí sobre el tema.Un dels textos més coneguts on es recull part d'aquest relat és a la Historia naturalis de Plini el Vell:
"En conseqüència, per instruir que l'agricultura era una ocupació de la més alta dignitat fins i tot en països estrangers, en la mesura que era en realitat practicada per reis com Hieró, Àtal Filomètor i Arquelau i per generals com Xenofont i el cartaginès Magó, a qui de fet el nostre Senat va concedir el gran honor, després de la presa de Cartago, que quan es va fer donació de les biblioteques de la ciutat als reietons d'Àfrica, es va aprovar una resolució que només en aquest cas els seus vint-i-vuit volums havien de ser traduïts al llatí, malgrat el fet que Marc Cató ja n'havia compilat els preceptes en el seu llibre i que la tasca es donaria per fer a persones familiaritzades amb la llengua cartaginesa, un requisit en el qual Dècim Silà, un home de les més distingides famílies, ultrapassava tothom."
L'ús de la paraula biblioteques (en llatí bibliothecae) dona peu a pensar tant en edificis com en conjunts de rotlles de papir. Els investigadors consideren que devien ser més aviat pocs els documents que es van salvar de la desfeta i que finalment van rebre en donació els monarques númides, aliats dels romans.
Fossin els que fossin la seva menció segueix en altres textos. Gai Sal·lusti Crisp comenta a la Guerra de Iugurta (17,7) que el seu llibre es basa en uns "llibres púnics" que eren del rei Hiempsalis. No queda clar si el rei n'era l'autor o li havien arribat dels primers receptors de la donació comentada.

I encara seguint aquesta línia, el mateix Agustí d'Hipona els menciona a la seva carta a Màxim de Madaura, de l'any 390-391ː
"Si pretens impugnar l'idioma púnic, atreveix-te a negar que en els llibres púnics ens han estat transmeses moltes i sàvies doctrines, tal com autors doctíssims en són testimoni"
Finalment, un altre testimoni escrit seguint una línia diferent l'aporta Luci Apuleu, en el seu discurs Flórida, fragments XVIII [8]-[9], on diuː 
"...vull que se'm permeti també portar a aquest lloc, no una ciutat llunyana, situada més enllà del mar, sinó tan sols la cúria de la pròpia Cartago o bé la seva biblioteca. Conseqüentment, si surten de la meva boca frases dignes de la cúria, imagineu-vos que esteu sentint-me dins la pròpia cúria; si, en canvi, les meves paraules són erudites, figureu-vos que les esteu llegint a la biblioteca."
Aquest testimoni és recollit pels experts en llengües clàssiques William V. Harris i Lionel Casson. Tots dos especialistes destaquen el fet que en el que fou la meitat occidental de l'imperi romà; el que avui és Gran Bretanya, França, Península Ibèrica i la costa septentrional d'Àfrica, només hi ha constància de dues bibliotequesː Cartago a Tunísia i Timgad a Algèria.
Tanmateix la influència de la literatura fenício-púnica en la cultura romana sembla més important del que s'havia pensat fins ara i tal cosa no fa sinó agreujar encara més la pèrdua d'aquesta biblioteca.